# Ричков Микола Михайлович
Микола Михайлович Ричков (2 грудня 1897, селище Білохолуницького заводу Слободського повіту Вятської губернії, тепер місто Біла Холуниця Кіровської області, Російська Федерація — 28 березня 1959, смт. Малаховка Московської області, Російська Федерація) — радянський діяч, народний комісар (міністр) юстиції СРСР, прокурор РРФСР, генерал-лейтенант юстиції. Депутат Верховної Ради СРСР 2-го скликання. Активний учасник сталінських репресій.

## Біографія
Народився в родині робітника-ливарника. Під час перебування родини в Баку навчався два з половиною роки в Пушкінському початковому училищі. Потім батько з родиною переїхав працювати на Надєждинський завод на Уралі.
З 1909 року — розсильний, з 1911 до 1917 року — учень токаря, токар по металу Надєждинського заводу Пермської губернії.
Член РСДРП(б) з березня 1917 року.
У 1917—1918 роках — секретар Надєждинського виконавчого комітету ради робітничих та солдатських депутатів, комісар (завідувач відділу) місцевого господарства. У 1918 році обирався делегатом VII з'їзду РКП(б), приєднався до «лівим комуністам».
У липні — жовтні 1918 року — червоногвардієць, воював на Східному фронті, на ялуторовському напрямі.
З жовтня 1918 року — в органах Всеросійської надзвичайної комісії (ВЧК) на Уралі. З жовтня 1918 до квітня 1919 року служив членом колегії Білохолуницької районної та Слободської повітової надзвичайних комісіях. З квітня 1919 до травня 1920 року — секретар та член колегії Вятської губернської ЧК; секретар та член колегії Пермської губернської ЧК.
З травня 1920 по жовтень 1921 року — заступник голови революційного трибуналу військ ВОХР Східно-Сибірського округу в Красноярську.
У жовтні 1921 — жовтні 1922 року — заступник голови революційного трибуналу 5-ї армії РСЧА в Іркутську.
У жовтні 1922 — лютому 1923 року — військовий прокурор Східно-Сибірського військового округу в Іркутську.
У лютому 1923 — квітні 1927 року — військовий прокурор Західно-Сибірського і Сибірського військових округів в Омську та Новосибірську.
У травні 1927 — січні 1931 року — помічник прокурора відділу військової прокуратури Верховного суду СРСР.
У січні 1931 — серпні 1937 року — член Військової колегії Верховного суду СРСР.
28 серпня 1937 — січень 1938 року — прокурор Російської РФСР.
19 січня 1938 — 29 січня 1948 року — народний комісар (з березня 1946 року — міністр) юстиції СРСР. Звільнений з посади, «як такий, що не впорався з роботою» і переведений до резерву Головного управління кадрів Міністерства збройних сил СРСР. У резерві перебував до грудня 1948 року.
У грудні 1948 — квітні 1950 року — заступник військового прокурора Військової прокуратури Сухопутних військ.
У квітні 1950 — квітні 1951 року — начальник 3-го управління (за судовим наглядом) Головної військової прокуратури СРСР.
З квітня 1951 року — заступник головного військового прокурора СРСР. У 1952 році Микола Ричков був відряджений до Угорської Народної Республіки «для роботи в якості радника з питань суду та прокуратури». 
5 липня 1955 року звільнений у відставку «через хворобу».
Помер 28 березня 1959 року в селищі Малаховці біля Москви. Похований в Москві.

## Звання
- диввоєнюрист (17.01.1936)
- генерал-лейтенант юстиції (28.08.1944)

## Нагороди
- три ордени Леніна
- два ордени Червоного Прапора
- медалі